# Tengerparti délután (Agatha Christie-színdarab)
A Tengerparti délután (Afternoon at the Seaside) Agatha Christie 1961-ben bemutatott színdarabja.
Része a Hármasszabály (The Rule of Three) nevű Agatha Christie színdarab-kollekciónak, mely három egyfelvonásos darabból áll: Tengerparti délután (Afternoon at the Seaside), Patkányok (Rats) és A páciens (The Patient).
A Hármasszabály színdarab-trió ősbemutatóját 1961-ben tartották, mely körbeturnézta az Egyesült Királyságot, s 1962-ben a West Enden a Duchess Theatre-ben talált magának otthonra.
Színpadon Magyarországon még nem került bemutatásra.

## Szereplők
- Bob Wheeler
- Noreen Somers
- Arthur Somers
- George Crum
- Mrs.Crum
- Anya
- Fiatalember
- Strandmester
- Mrs. Gunner
- Percy Gunner
- Szépség
- Foley felügyelő

## Szinopszis
A Little-Slippyng tengerparti strandon mindenféle szerzet megfordul: a fennhéjázó arisztokrata hölgyektől kezdve, a mókamester fiatalemberen át, a kisgyermekes családokon keresztül egészen a szőke szépségig, akinek már a puszta megjelenése is bámulatba ejti a férfiakat. A strandon mindenki élvezi a nyári vakációt: Bob Arthur feleségével, Noreen-nal flörtöl, és közösen homokvárat építenek; Mrs. Gunner kötöget, amihez a fia, Percy odaadóan asszisztál; a férfiak újságot olvasnak; a fiatalok labdáznak; a Strandmester pedig ellátja szokásos teendőit.
Az idilli hangulat azonban nem tart sokáig: az ellentétek hamar kiéleződnek a különböző társadalmi rétegeket képviselő nyaralók között, különösen akkor, amikor egy rendőrfelügyelő is megjelenik, és egy ellopott nyakláncot keres a strandolóknál. Vajon kinél van a nyakék? Az önkényeskedő Mamánál, és a fiánál, Percynél? Vagy talán Mrs. Crum-nál, és papucsférjénél, George-nál? Esetleg a szőke bombázónál?
A felügyelő semmit nem talál, így gyanúsított nélkül távozik, azonban amint Percy egyedül marad a parton, a nadrágzsebében rábukkan a nyakláncra. Váltig állítja, hogy nem ő tette oda, így arra a megállapításra jutnak, hogy csakis a Szépség csempészhette bele a zsebébe a nyakláncot, tehát ő a tolvaj. Mielőtt azonban végleg kikiáltanák gyanúsítottnak a szőke lányt, Percy megdöbbentő felfedezést tesz: a strandolás közben véletlenül összecserélte a nadrágját Bobéval, tehát a tolvaj nem lehet más, mint Bob!
A gyanúsított természetesen megpróbál kereket oldani, azonban a Szépség kigáncsolja, és végül a felügyelő is visszatér. Kiderül, hogy a szőke lány valójában rendőrnő, és a feladata a tolvaj kézre kerítése volt. Bobot letartóztatják, a strandolók pedig elindulnak hazafelé.
Az igazság győzedelmeskedett. Vagy mégsem?
Mikor már csak ketten maradtak a parton, Arthur és George felfedik valódi énjüket. Mint kiderül, Somers-ék valódi bűnöző-házaspár: a nyaklánc elrablója Arthur volt, akinek a tett közben ki kellett volna cserélnie a láncot egy másolatra, ez azonban meghiúsult. Így vált szükségszerűvé, hogy a náluk maradt másolattal gyanúba keverjenek valakit, aki így elviszi helyettük a balhét: Noreen választása Bobra esett.  Végezetül Arthur előhúzza az ellopott eredeti nyakláncot a homokvárból, átadja cinkosának, George-nak, majd mintha mi sem történt volna, cigarettára gyújtanak és távoznak.